# جون غوتي
جون غوتي (بالإنجليزية: John Joseph Gotti, Jr)‏ هو Q46961 أمريكي، ولد في 27 أكتوبر 1940 في ذا برونكس في الولايات المتحدة، وتوفي في 10 يونيو 2002 في سبرينغفيلد في الولايات المتحدة بسبب سرطان المريء.

## وصلات خارجية
- جون غوتي على موقع الموسوعة البريطانية (الإنجليزية)
- جون غوتي على موقع إن إن دي بي (الإنجليزية)